# عزيزة جلال
عزيزة جلال (مواليد 15 ديسمبر 1958) هي مغنية مغربية. ولدت بمدينة مكناس 130 كلم شرق الرباط، تابعت تعليمها بمدارس مكناس، كما أنها درست المقامات الموسيقية وقواعد الصولفيج بنفس المدينة؛ وفي حوالي عام 1975 شاركت في مسابقات البرنامج الغنائي (مواهب) الذي كان يشرف عليه الأستاذ عبد النبي الجيراري. وفيه غنت أغنيات أسمهان ونالت إعجاب الأساتذة في البرنامج.
مباشرة بعد نجاحها المذهل في المرور للأدوار النهائية في البرنامج لحن لها عبد النبي الجيراري أغنية (نقلت عيوني هنا وهناك) في مناسبة المسيرة الخضراء سنة 1975، كما أدت عدة أغنيات وطنية في مناسبات عيد الجلوس (عيد العرش) في عهد الملك الراحل الحسن الثاني.
بعد هذه الفترة سافرت عزيزة جلال إلى الإمارات العربية المتحدة وهناك أدت 3 أغنيات للمطرب الإماراتي الراحل جابر جاسم فاشتهرت تلك الأغنيات بصوتها وهي «سيدي ياسيد ساداتي» و«غزيل فله» و«ياشوق»، ثم سافرت إلى القاهرة ومنها كانت انطلاقتها الفنية الحقيقية.
في القاهرة تلقفتها شركات الإنتاج الفني وتعاقدت معها في مجموعة من الألحان فكان الملحن محمد الموجي أول ملحن مصري يتعامل معها، فغنت له: إلا أول ماتقابلنا لشركة صوت الحب الذي كان يملكها آنذاك (عاطف منتصر) وبتخاصمني حبه لشركة عالم الفن.
غنت كذلك للسنباطي وسيد مكاوي وبليغ حمدي وكمال الطويل وحلمي بكر. كما قامت أيضا بغناء العديد من الأغاني لإسمهان وأم كلثوم ولكن بطريقتها وأسلوبها الغنائي المنفرد الذي كون مدرسة تخرجت منه العديد من المطربات أمثال: كريمة الصقلي، لطيفة، سمية قيصر، آمال عبد القادر، مريم بلمير، جنات وأخريات.
وكانت عزيزة جلال (وهي في القاهرة) تتلقى عروضا من المنتجين السينمائيين للتمثيل في السينما، وخاصة من المنتج اللبناني طنوس فرنجية.
وفي سنة 1985 تزوجت برجل الأعمال السعودي الشيخ علي بن بطي الغامدي واعتزلت الفن بعد رحلة فن قصيرة.

## المغرب المحطة الأولى
تكاد تكون عزيزة جلال أول مطربة عربية تسبقها حلاوة صوتها إلى مصر عندما نشرت بعض الصحف المغربية والعربية اشتراكها في مسابقات البرنامج الغنائي المغربي (مواهب) الذي كان يشرف عليه الأستاذ عبد النبي الجيراري ومشاركتها لأول مرة في إحياء حفل عيد جلوس الملك الحسن الثاني حيث قدمت حسن الخصال ألحان الموسيقار أحمد البيضاوي وشعر عبد اللطيف خالص، كما أدت «نقلت عيوني هنا وهناك» وهي أغنية تتغنى بالمغرب، وبطبيعتها، وبكل ما تحبل به من أشياء جميلة، وغنت فيه أغنية ليالي الأنس في فيينا.... نسيمها من هو في الجنة للمطربة أسمهان، وكان عمرها في ذلك الوقت لا يتجاوز العشرين عاما علي مسرح الملك محمد الخامس أكبر مسارح المغرب، واستحسن الملك الحسن صوتها وأداءها في هذه السن المبكرة، ونصحها بعض المسؤولين عن الموسيقي والغناء المصريين الذين سمعوا عنها أثناء حفلات عبد الحليم حافظ بهذه المناسبة في المغرب وبعض النقاد والصحفيين بضرورة أن تسافر إلى القاهرة لتشق طريقها للغناء من هناك وتلتقي بكار الشعراء والملحنين، وتشاء الظروف أن تعلم بحلاوة صوتها إحدي شركات الإنتاج الغنائي، وهي شركة عالم الفن لصاحبها المحاسب عاطف منتصر من خلال بعض الموسيقيين العائدين من المغرب ومعه شريط كاسيت مسجل من حفلها الذي أقامته في عيد جلوس الملك الحسن الثاني، وغنت فيه أغنية أسمهان ليوجه إليها الدعوة علي الفور بناء علي رأي الشاعر مأمون الشناوي الذي استمع إلى هذا الشريط وتوقع لها مستقبلا كبيرا في مجال الغناء.
لحن لها العديد من الملحنين المغاربة أغلبها أغاني وطنية مثل:
1. نقلت عيوني هنا وهناك[11] أو الراية الحمراء - تلحين الأستاذ عبد النبي الجيراري - كلمات مهدي زريوح
2. غال ياحسن - تلحين حسن القدميري - كلمات الشاعر الغنائي عمر التلباني
3. بطل القدس - تلحين عبد القادر الراشدي
4. يغن لعرشك - تلحين عبد العاطي آمنا
5. جهاد دائب - تلحين الموسيقار أحمد البيضاوي كلمات عبد الله الفيصل
6. حسن الخصال - تلحين أحمد البيضاوي شعر عبد اللطيف خالص
7. ياليـل طول - تلحين عبد القادر الراشدي

## الإمارات العربية.. المحطة الثانية
غادرت عزيزة جلال مدينتها مكناس أول مرة في عام 1975 حيث كانت على موعد من الانتشار والشهرة، وهي الوحيدة من بين أشقائها وشقيقاتها التي جاءتها الموهبة وحدها ودون غيرها من بين اشقائها السبعة.اقامت عزيزة جلال في الإمارات العربية المتحدة فترة قصيرة من الزمن، واعادت ثلاث اغنيات للمطرب الإماراتي الراحل «جابر جاسم» وهي «سيدي يا سيد ساداتي»، «غزيل فله»، «يا شوق هزني الهوى الشوق»، أدت هذه الاغاني باقتدار، ولاقت الأعجاب في البلاد العربية.

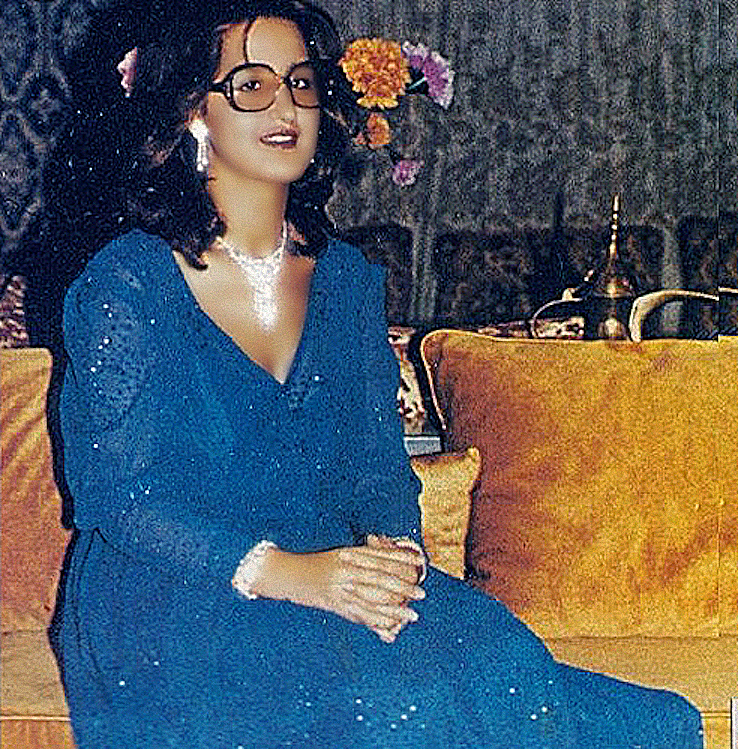
السيدة عزيزة جلال في حفل زفاف خاص

## القاهرةتفتح أبواب الشهرة
ما أن وصلت عزيزة جلال القاهرة، حتى بدأت التحضير لأغنيات من نظم أهم المؤلفين والملحنين في مصر مثل السنباطي والطويل والموجي وبليغ وسيد مكاوي،، والذين كانوا في حالة تعطش لظهور مثل هذا الصوت منذ وفاة عبد الحليم حافظ الذي أوجد حالة من التنافس بين الكتّاب والملحنين.
عزيزة جلال من خلال حضورها على المسرح وادائها وكونها تمتلك طبقات صوت تؤهلها لتكون سفيرة لاغنية الطرب الاصيل، لذا كان حضورها لمصر في البدء، بدعوة من إحدى شركات الإنتاج الكبرى لاحياء حفل خاص والمشاركة في حفل افتتاح مهرجان القاهرة السينمائي.
الاغنية الأولى كانت «الا أول ما تقابلنا» من كلمات الشاعر مأمون الشناوي والذي غنى من كلماته نجوم الغناء في مصر والوطن العربي ومن الحان الموسيقار محمد الموجي، والذي خرج من حالة الفراغ التي كان يحياها بسبب ندرة الاصوات انذاك.
ومن ابداعهما أيضًَا «الموجي والشناوي» كانت الاغنية الثانية «بتصالحني حبة.. وبتخاصمني حبة ».
كان من الطبيعي أن تتوالى الالحان بعد ذلك، من الحان الموسيقار رياض السنباطي غنت العديد من الاغنيات منها «والتقينا» شعر مصطفى عبد الرحمن، والقصيدة الدينية «الزمزمية» شعر احمد بن سودة و»زي ما أنت» و»من أنا» ومن الحان كمال الطويل من حقك تعاتبني وروحي فيك، سيد مكاوي « يالله بنا نتقابل سوا »، واغنيتها الشهيرة « مستنياك (أغنية عزيزة جلال) » وحرمت الحب عليا كانتا من تلحين الموسيقار بليغ حمدي، ومنك واليك ل حلمي بكر.

## نقلة إلى القمة
لم يستطع الشاعر مأمون الشناوي أن يخفي إعجابه بصوت عزيزة جلال وأنه سيترجم هذا الإعجاب بأحدث وأول أغنية مصرية يكتبها لعزيزة، والأغنية هي إلا أول ما اتقابلنا والتي لحنها الموسيقار محمد الموجي. طلب آنذاك المايستروسامي نصير الذي استدعاه الموجي لكتابة النوتة الموسيقية، خمسمائة جنيه، حين علم أن عزيزة جلال ستؤدي الأغنية، وهو رقم كبير في ذلك الوقت، حيث كان أجر العازف في ذلك الوقت بين150 و200 جنيه، بحد أقصى، الذي لم يدفع لأي مطرب أو مطربة عربية باستثناء أم كلثوم. وقد لقيت أغنيته إلا أول ما اتقابلنا قبولا كبيرا استحسانا بصوت عزيزة جلال في حفلها الساهر الذي نقلته الإذاعة والتليفزيون المصري في افتتاح مهرجان القاهرة السينمائي الدولي، لتكون هذه الأغنية هي التي بدأت بها عزيزة مشوارها الفني بمصر عام 1976، لتغني بعد ذلك أغنيات أخرى مثل هو الحب لعبة لمأمون والموجي أيضا، والتي لاقت نجاحا كبيرا على الصعيد العربي. وقد لحن الموجي أيضا لعزيزة بعضا من الأغاني الوطنية للمملكة المغربية مثل أغنية النور موصول وأغنية العيد عاد.

## ألحان رياض السنباطي
بشهادتها وضمن حواراتها الإداعية والصحفية القليلة صرّحت عزيزة جلال أنها تعلمت من الأستاذ السنباطي كيف تنطق الكلمات نطقاً سليماً وكيف تستوعب المعنى قبل أن تؤديه لكي تحس بما تغني له، كما تعلمت الاهتمام بمخارج الألفاظ والتدريب على التنفس السليم عند الغناء. لقد ساعدت تدريبات السنباطى على إتقان أداء عزيزة جلال للقصائد التي غنتها من ألحانه، وهي (والتقينا)، القصيدة الدينية (الزمزمية)، أغنية (زي ماإنت)، وقصيدة (من أنا) آخر ألحان الموسيقار رياض السنباطى، والتي تعد اسطورة اللحن القصائدى، الأداء الغنائي والتعبير الشعري. أدت عزيزة جلال ألحان الموسيقار رياض السنباطى بخامة صوتية وتعبير لحني نادر، فقد تميز غناء عزيزة جلال بلمعان الصوت والنبرة المميزة إلى جانب أنها مطربة مقنعة تبذل جهداً في حفظ اللحن والتدريب عليه، وهو جهدها الشخصي، إلى جانب الجهد النفسي الذي كان لا يظهر مع غنائها عبر صوت يتميز بسلاسة وسهولة في الأداء، لا تشعر معه أنها تعاني أو تفعل مثلما يفعل غيرها في غنائه. فكان صوت عزيزة جلال مزيجًا من الفخامة والبهاء والمتعة.. ولا تزال أغنياتها رغم الاعتزال قادرة على الاستحواذ على أفئدة أجيال لم تحظ بالاستماع لها في وقتها، فلم تكن قد ولدت أصلًا.

## بليغ حمدي وعزيزة جلال
عزيزة جلال صاحبة الصوت البديع فرضت باحترامها وعدم الابتذال فنها الجميل. فحينما ظهرت المطربة المغربية صاحبة الصوت الملا ئكي والإحساس المرهف عزيزة جلال في نهاية سبعينيات القرن الماضي، وغنت أغنية (ليالي الانس في فينا)، وهي أشهر الحان الموسيقار فريد الاطرش لصوت شقيقته اسمهان اثبتت حضورا بين اصوات نسائية كان لها حضورها الطاغي، وتاريخها المعروف وسارت في تألقها واداء اغنيات خاصة بها لعمالقة التلحين انذاك بليغ حمدي ومحمد الموجي ورياض السنباطي وحققت شهرة واسعة خلال فترة قصيرة من الصعب على غيرها تحقيقها في الفترة ذاتها، ومن الاغنيات التي اشتهرت بها أغنية مستنياك (أغنية عزيزة جلال) واغنية حرمت الحب عليه من الحان الموسيقار بليغ حمدي وشعر عبد الوهاب محمد. وبقيت أغنية مستنياك  تتصدر البث في كثير من التلفزيونات العربية انذاك والاذاعات أيضا ولعذوبة هذه الاغنية كاد الجمهور ينسى (اغنيتها) التي اشتهرت بها (ليالي الانس) واحتلت المراتب الأولى ضمن قائمة الأغاني المطلوبة، كما باعت شركة عالم الفن أكثر من مليوني نسخة لأغنية الفنانة الكبيرة عزيزة جلال. فعزيزة جلال تعتبر أشهر من جلست على كرسي الانتظار لغنائها لشعر عبد الوهاب محمد ولحن بليغ حمدي (مستنياك): حبيبي مهما سافرت، ومهما بعدت، ومهما غبت، يا روحي عني قريب مني.. مهما طالت رحلتك، مستنياك، قلبي معاك يا حبيبي في غربتك، مستنياك يا روحي بشوق كل العشاق، مستنياك تعبت تعبت من الأشواق، مستنياك وأنا دايبه يا عيني من الفراق.
كذلك لاقت أغنية حرمت الحب عليه نجاحا فاق كل التوقعات بلحن جميل وكلمة مرهفة وإحساس صادق وبصوت جبار ومتمكن من أدواته ونضارة الصوت وتميز الاداء للفنانة عزيزة جلال. ومن الأغاني الوطنية التي لحنها بليغ حمدي للفنانة عزيزة جلال بمناسبة عيد العرش المغربي أغننية من كل دقة قلب. وقد تعرفت الأجيال الجديدة من الشباب عن ألحان الملحن العبقري بليغ حمدي وإحياء زمن الفن الجميلة للفنانة عزيزة جلال بإعادة المطربه اللبنانية نانسي عجرم أداء أغنية مستنياك في حفل سجل للمحطات الإذاعية والتلفزية ولم تسجلها اذاعيا.

## الإنتاج
جربت عزيزة جلال في البدء أن تترك صوتها لشركة منتجة تختار لها الكلمات واللحن وتحدد لها موعد التسجيل وغير ذلك من أساليب التقديم، غير أنها تركت بعد ذلك هذا الأسلوب واختارت البحث بنفسها عن الكلمة واللحن واختيار الفرقة الموسيقية المصاحبة لها في الغناء وتسجيل العمل وتصويره ثم طرحه على من يرغب من المنتجين بالسعر الذي يتناسب مع العرض المقبل لها ومع ما أنفقته من تحضير العمل.

## النظارات الطبية
لا يمكن للمستمع أو المشاهد أن ينسى إطلالة عزيزة جلال على خشبة المسرح أوالتلفزيون أو على أغلفة الأسطوانات والشرائط الغنائية، فهي صاحبة شكل مميز جدا وبنظاراتها عُرِفت وأحبها الناس. فقد كانت عزيزة جلال أول مطربة عربية تضع النظارات الطبية خلال حفلاتها الحية والمسجلة نظرا لضعف بصرها وقد قامت عزيزة جلال بعملية جراحية لعينيها بالولايات المتحدة تكللت بالنجاح في بداية الثمانينات.

## أهم حفلاتها
نجحت عزيزة جلال في الغناء في المغرب القاهرة والإسكندرية وفي حفلات معرض دمشق الدولي، وفي العراق وفي الكويت وفي أبو ظبي ودبي وقرطاج في تونس، وفي العديد من عواصم الوطن العربي، لكنها لم تخض أي تجربة من تجارب الغناء في السينما أو من خلال أعمال الأوبريت في المسرح الغنائى كما اقتصر حضورها التلفزيونى والإذاعى على تسجيل وتصوير الأغانى الجديدة أو الغناء في الحفلات العامة التي تنقلها الإذاعتان المرئية والمسموعة فقط وكانت ترفض الغناء في الأعراس والحفلات التي يقدم فيها الأكل والشرب. وكانت آخر حفلاتها ب المغرب. كما أنها قدمت بعض الحفلات الخيرية ذات الهدف الإنساني النبيل في المغرب، ذهب ريعها لمستشفيات أمراض القلب.

## قرار الاعتزال
سنة 1985 وبينما كان الموسيقار محمد عبد الوهاب يعد لها لحناً خاصاً، اختارت عزيزة جلال الأمومة واعتزلت في قمة المجد والشهرة وفاجأت الأوساط الفنية بقرار اعتزالها وزواجها من رجل أعمال خليجي، تفرغت بعدها لأسرتها، ورفضت عروضاً مادية مغرية للعودة للغناء، كما رفضت عروضاً سينمائية في بداية مشوارها في القاهرة. الآن عزيزة جلال تعيش حياة هادئة وسعيدة مع أسرتها الصغيرة. وكانت الفنانة عزيزة جلال من بين أولى المطربات المعتزلات بعد مسار فني متألق وأداء أغان ناجحة أعادتها في ما بعد العديد من الفنانات مثل: فلة، نيللي مقدسي، نانسي عجرم، أسماء المنور، آمال عبد القادر، مريم بلمير، فدوى المالكي.

## قرار العودة

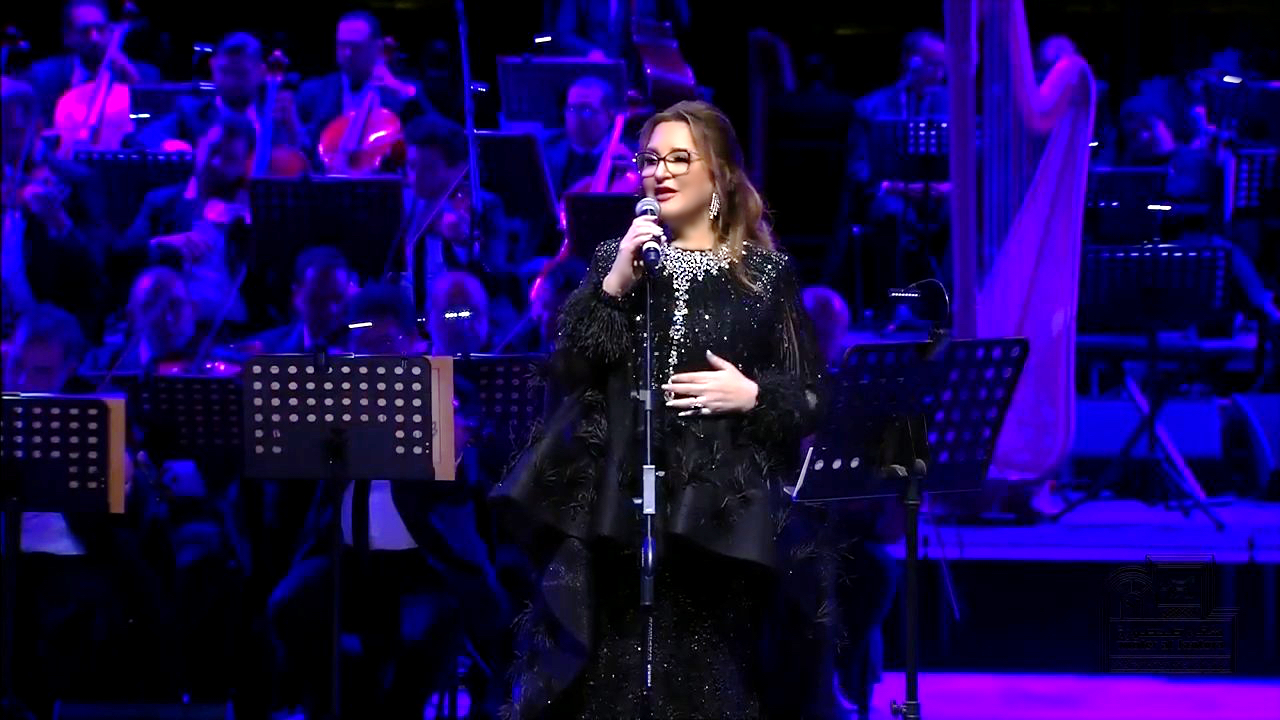
المطربة عزيزة جلال بمهرجان شتاء طنطورة مسرح مرايا بالعلا السعودية 26 ديسمبر 2019

ضجَّت مواقع التواصل الاجتماعي بخبر عودة الفنانة المغربية، عزيزة جلال، إلى الغناء مرة أخرى، بعد اعتزالٍ دام ما يقارب 34 عاماً من خلال حفلةٍ في المملكة العربية السعودية، ضمن فعاليات مهرجان شتاء طنطورة. كانت الفنانة عزيزة جلال في ذروة نجاحها وشهرتها عندما أعلنت اعتزالها، إذْ كانت قد بدأت التعاون مع كبار الملحنين وكانت أغانيها قد حققت شهرة عربية واسعة، مما خلق حالة من التعجب، رافقت قرار اعتزلها وهي في القمة؛ إذْ إن كثيرين من النقاد، تنبؤوا، آنذاك، بأن عزيزة جلال ستكون امتداداً لعمالقة الطرب كأم كلثوم وأسمهان، خاصةً بعد أن انتشرَ خبر تعاونها مع الفنان محمد عبد الوهاب.

## مبرر العودة
أكدت عزيزة جلال للصحافة أن الانفتاح التي تشهده المملكة العربية السعودية وتشجيع محبيها شجعها على العودة، كما أنها تملك تاريخاً، وأن ملخص العودة بعد الانقطاع والتردد على عتبات الاعتزال «تريد أن تصنع كلمة (...) وأن توصل الحلقة بين الماضي والحاضر والمستقبل... تريد أن تصنع كلمة عن تجربة مع ما تملكه من ماضٍ، تريد أن تصنع كلمة وتغني لأبنائها وجيلهم».

## من أعمالها
1. إلا أول ماتقابلنا - (محمد الموجي).
2. هو الحب لعبه - (محمد الموجي).
3. والتقينا - (رياض السنباطي).
4. زي مانت - (رياض السنباطي).
5. من أنا؟ - (رياض السنباطي).
6. من حقك تعاتبني - (كمال الطويل).
7. روحي فيك - (كمال الطويل).
8. حرمت الحب عليه - (بليغ حمدي).
9. مستنياك (أغنية عزيزة جلال) - (بليغ حمدي).
10. منك واليك - (حلمي بكر).
11. سيدي ياسيد ساداتي - (جابر جاسم).
12. غزيل فله - (جابر جاسم).
13. ياشوق هزني هوى الشوق - (جابر جاسم).
14. حلقت عيوني هنا وهناك - (وطنية مغربية).
15. من كل دقة قلب - (وطنية).
16. نتقابل سوا - (سيد مكاوي).
17. قصيدة الزمزمية - (رياض السنباطي).
18. غال ياحسن - (وطنية مغربية).
19. بطل القدس - (وطنية مغربية لعبد القادر الراشدي).
20. يغن لعرشك - (وطنية مغربية).
21. مولاي - (وطنية مغربية لأحمد البيضاوي).
22. ياليـل طول - (مغربية لعبد القادر الراشدي).
23. إالعيد عاد - (محمد الموجي).
24. النور موصول - (محمد الموجي).

## كتب مرجعية
- الرماد والموسيقى: حفريات في ذاكرة غنائية عربية، واصل، أحمد، دار الفرابي، 2009 - ISBN 9953-71-334-0, 9789953713342-. (بالعربية)
- Alif bāʼ, Volume 10, by Karīm Irāqī, Publisher, Dār al-Jamāhīr lil-Ṣiḥāfah, 1977, Indiana University - Digitized on 16 July 2010
- Iraqi Maqam voices of women: an analytical study of the critical technical experience of Iraqi women in singing Almqami, by Hussein Azami, by Hussein Azami, AIRP, 2005 - 316 pages. ISBN 9953-36-677-2, 9789953366777. (بالعربية)
- Moroccan Female Singers, by LLC Books, Publisher, General Books LLC, 2010 - 30 pages. ISBN 1-158-42929-0, 9781158429295
- Songs and stories, by Karīm Irāqī, by Karīm Irāqī, Company Whites of Arts and Letters, Volume 1 , Aghānī wa-ḥikāyātuhā, Karīm ʻIrāqī -. (بالعربية)
- La condition de la femme au Maroc, by Abderrazak Moulay Rchid, Volume 33 of Collection de la Faculté des sciences juridiques, économiques et sociales: Série de langue française Issue 33 of Collection: Série de langue française, Jamiʻat Muḥammad V. Kullīyat al-Huqūq wa-al-ʻUlūm al-Iqtisādiyah wa-al-Siyāsiyah, Editions de la Faculté des sciences juridiques, économiques, et sociales de Rabat, 1985 -. (بالفرنسية)

## وصلات خارجية
- عزيزة جلال على موقع IMDb (الإنجليزية)
- عزيزة جلال على موقع ديسكوغز (الإنجليزية)
- قناة عزيزة جلال على يوتيوب
- قناة عزيزة جلال على يوتيوب
- برنامج مجالس الطرب ـ حلقة بعنوان عزيزة جلال :مشوار فني قصير وتَرَبُّع على القمة - إنتاج قناة النيل الثقافية المصرية
- مستنياك أستوديو على يوتيوب
- "مستنياك" حفل مباشر على يوتيوب
- برنامج عن مسار الفنانة عزيزة جلال الفني من إنتاج القناة الثانية المغربية "توحشناك.....عزيزة جلال"
- بعض من اغاني الفنانة عزيزة
- مستنياك على يوتيوب
- في ذكرى ميلادها: عَزيزة جلال… أو أنْ تُغنّيّ قليلا ويَتصَادى صَوتُكَ إلى الأبد!
- أول حفلة أقامتها.. عزيزة جلال تكشف تفاصيل مكالمة محمد عبد الوهاب.. فيديو